# 玛利亚希尔夫大街

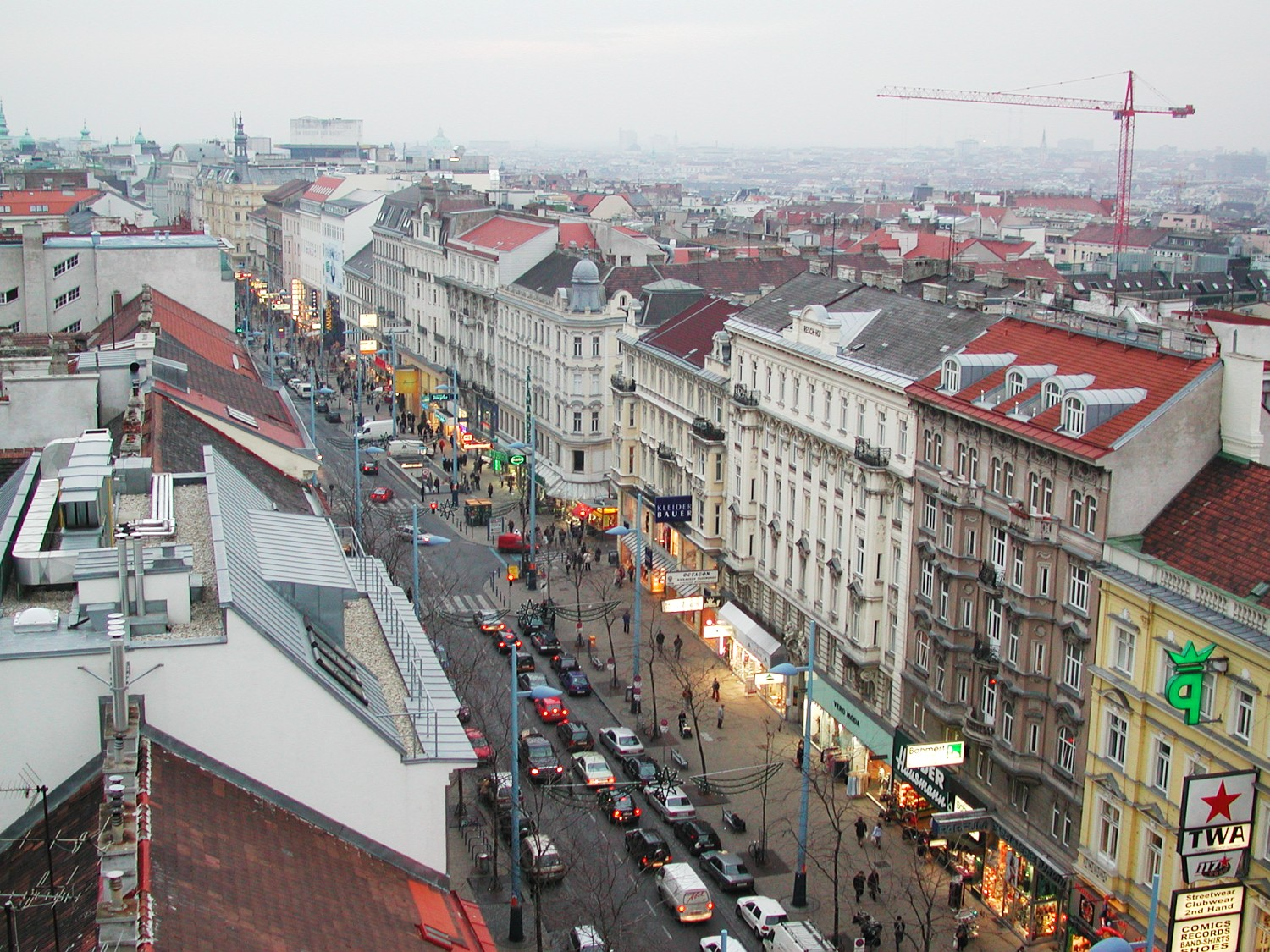
玛利亚希尔夫大街

玛利亚希尔夫大街（Mariahilfer Straße）是奥地利维也纳最大和最著名的购物街之一，位于玛利亚希尔夫区（第六区）。 